# Циркус Рекс
„Циркус Рекс” је југословенски кратки филм из 1965. године. Режирао га је Златко Боурек који је написао и сценарио. 

## Улоге
| Глумац              | Улога |
| ------------------- | ----- |
| Анте Дулчић         |       |
| Илија Џувалековски  |       |
| Зденка Хершак       |       |
| Владимир Крстуловић |       |
| Владо Стефанчић     |       |